# Dhikr

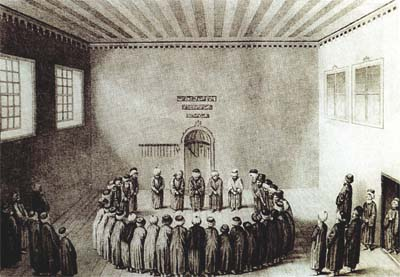
Ein Dhikr der Rifai-Sufis, historischer Stich.

Unter Dhikr (arabisch ذكر, DMG ḏikr ‚Gedenken‘) bzw. Dhikr Allāh (arabisch ذكر الله, DMG ḏikr Allāh ‚Gedenken Gottes‘) versteht man im Islam eine meditative Übung zur Vergegenwärtigung Gottes. Besonders im Sufismus wird diese meditative Übung sehr intensiv (von Sufis bzw. Derwischen) vollzogen. Die verschiedenen sufischen Orden unterscheiden sich nach der Art der Gestaltung dieses Rituals. Derjenige, der ein Dhikr (auch Zekr, Zikr und Zikir) ausübt, wird als Dhākir bezeichnet.
Dhikr ist nicht zu verwechseln mit der Salāt, dem fünfmal am Tag zu erfüllenden rituellen Gebet, das mit vorgeschriebenen Körperbewegungen verbunden ist. Daneben gibt es noch das Duʿā', ein persönliches, formloses Bittgebet bei allen Muslimen.

## Koranische Aussagen
Der Dhikr hat seine Grundlage in koranischen Aussagen. So erscheint in Sure 33,41 die Aufforderung: „Oh Ihr Gläubigen! Gedenkt Gott mit vielem Gedenken (ḏikran kaṯīran)“. Und in Sure 13:28 heißt es: „Die aber glauben und deren Herzen im Gedenken Gottes Ruhe finden – ja, finden nicht die Herzen im Gedenken Gottes Ruhe?“ Die Wichtigkeit des Gottesgedenkens wird in Sure 29:45 herausgestellt: „Siehe, das Gebet hält vom Schändlichen und Verwerflichen ab. Doch das Gedenken Gottes ist wahrlich noch bedeutender.“
Über die Zeit des Gottesgedenkens und die Art, wie es vollzogen werden soll, heißt es in Sure 7:205: „Gedenke Deines Herrn bei dir, in Demut insgeheim und ohne lautes Wort, am Morgen und am Abend. Und sei nicht einer von den Achtlosen.“ Gottesgedenken ist aber auch am Ende der Wallfahrtsriten zu vollziehen, wie es Sure 2:200 sagt: „Und wenn ihr eure Riten (Manāsik) verrichtet habt, dann gedenket Gottes, wie ihr (bisher) eurer Väter gedachtet, oder noch inniger“.
In Sure 2:152 wird der Dhikr als eine reziproke Beziehung zwischen Mensch und Gott präsentiert: „So gedenket meiner, damit (auch) ich euer gedenke“. In Sure 39:23 wird seine emotionale Wirkung hervorgehoben: „... alsdann erweichen ihre Häute und Herzen im Gedenken an Gott ...“ (arabisch ثُمَّ تَلِيْنُ جُلُودُهُمْ وَقُلُوبُهُمْ إِلٰى ذِكْرِ ﭐللهِ, DMG ṯumma talīnu ǧulūduhum wa-qulūbuhum ilā ḏikri Llāhi ...).

## Bedeutung im Sufismus

### Stiller und lauter Dhikr
Unter den Sufis gibt es solche, die den Dhikr entsprechend Sure 7:205 als stille und eher meditative Übung pflegen (ḏikr ḫafī), und solche, die ihn laut und ekstatisch üben (ḏikr ǧalī). Erstere Form wird „Dhikr des Herzens“ genannt, während die nach außen hörbare Form als „Dhikr der Zunge“ bezeichnet wird. In der Naqschbandīya wurde die Frage von lautem und stillem Dhikr häufig diskutiert. Die Mehrheit der Naqschbandīs hielt sich jedoch an den stillen Dhikr. In der Yasawīya übte man dagegen einen lauten Dhikr.
Nach al-Ghazālī (um 1055–1111) wird am Beginn des leisen Dhikr eine „Zelle“ aufgesucht und das Wort „Allah“ mehrfach laut wiederholt, um das Herz in Einklang mit Gott zu bringen. Diejenigen, die den stillen Dhikr üben, streben an, ihn immerwährend zu wiederholen, sodass er selbst inmitten aller anderen (weltlichen) Aktivitäten weiter im Herzen fortfährt. Dies entspricht einem ununterbrochenen Bewusstsein der Gegenwart Gottes. Nadschm ad-Dīn al-Kubrā beschreibt dieses anhaltende Gottgedenken (dawām aḏ-ḏikr) als eine der acht Voraussetzungen für die Beschreitung des „Pfades von Dschunaid“ (ṭarīqat al-Ǧunaid).

### Dhikr und sufischer Weg
Einige Sufis glauben, dass Gott ständig im menschlichen Herzen präsent ist und der Dhikr eine Art Werkzeug dafür ist, sich dieser göttlichen Anwesenheit bewusst zu werden. Sie beschreiben das Herz als einen „Spiegel“, der im Laufe der Zeit eine starke Schmutzschicht angesetzt hat. Dhikr dient in diesem Fall als ein „Poliermittel“, mit dem man diesen Spiegel wieder zum Glänzen bringen und so das göttliche Geheimnis widerspiegeln kann.
Der persische Sufi Nadschm ad-Dīn al-Kubrā (gest. 1221) beschreibt in seinem Hauptwerk Fawāʾiḥ al-ǧamāl das Gottgedenken als ein Feuer, das alles verbrennt, das es berührt. Wenn es in ein Haus eindringe, sage es „Ich, und kein anderer“ und verzehre alles dort befindliche Brennholz. Der Unterschied zwischen dem Feuer des Dhikr und dem Feuer Satans bestehe darin, dass ersteres rein sei, schnell lodere und nach oben steige, während letzteres schmutzig und dunkel sei und langsam lodere. An einer späteren Stelle in seinem Werk unterscheidet er drei Stufen der „Versenkung“ (istiġrāq) beim Gottgedenken. Die erste Versenkung ist eine „Versenkung des Daseins im Gottgedenken“ (istiġrāq al-wuǧūd fī ḏ-ḏikr). Es sei wie ein Fürst, der erobernd in ein Gebiet eindringe. Der Mystiker höre den Klang von Posaunen, Trommeln, Kesselpauken, dann Geräusche von Wasser, Wind in den Bäumen, ferner Bienensummen. Dabei könne er heftige Schmerzen empfinden, ja es bestehe sogar die Gefahr, dass er sterbe. Bei der zweiten Stufe der Versenkung berührt das Gottgedenken das Herz, es erfolgt ein „Hineinfallen des Gottgedenkens ins Herz“. Der Durchbruch zu dieser Stufe äußert sich in visionären Erlebnissen. Bei der dritten Stufe der Versenkung schließlich findet ein „Hineinfallen des Gottgedenkens ins Geheimnis“ statt. Der Mystiker verliert das Bewusstsein seines Tuns und geht im Objekt seines Gedenkens völlig auf. Das Gottgedenken verlässt den Mystiker jetzt nicht mehr, sondern schwirrt ständig in ihm herum.

## Formen des gemeinschaftlichen Dhikr

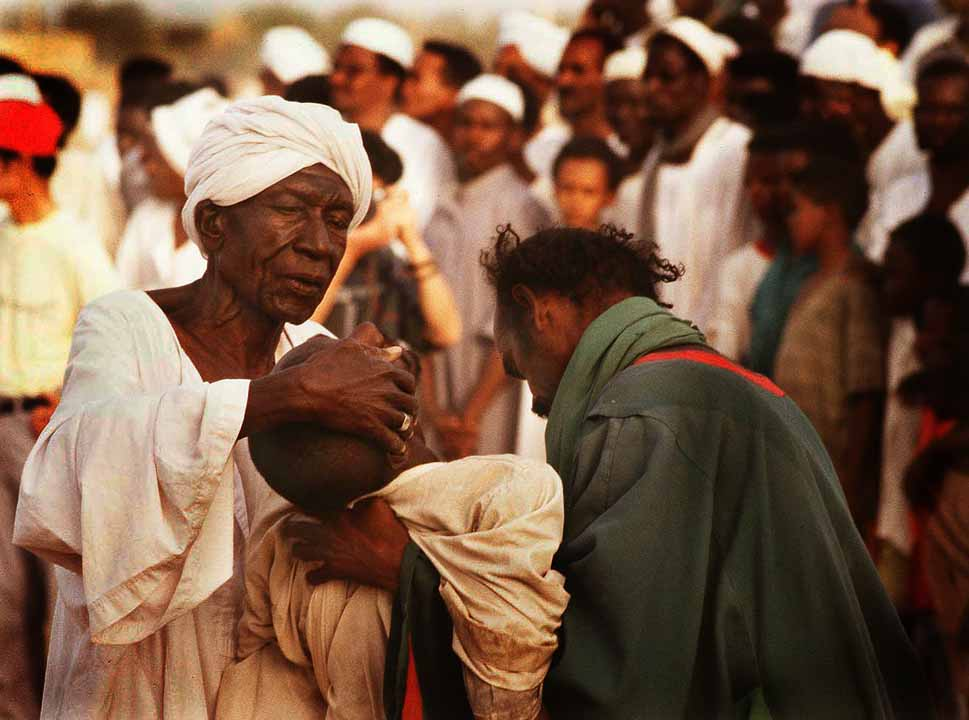
Dhikr am Grab des Qadiriyya-Scheichs Hamed al-Nil in Omdurman, Sudan

Der Dhikr kann alleine als spirituelle Übung, oder – ähnlich einer Litanei – in der Gemeinschaft, in der Regel als Zeremonie eines Sufi-Ordens (Tarīqa) ausgeübt werden. Individuelle und gemeinschaftliche Formen des Dhikr bestanden bereits seit der Anfangszeit des Sufismus nebeneinander.

### Anrufungsformeln und Atemtechniken
Beim lauten Dhikr wird ein bestimmter Gottesname mehrfach wiederholt. Einfachster und immer zentral gebliebener Dhikr ist die Wiederholung des Gottesnamens Allāh, der später in die Wiederholung des Endbuchstaben „h“ übergeht, und manchmal in weitere Formeln mündet. Diese Form des Dhikr erscheint wie eine islamische Spielart des Namensgebetes.
Weitere Anrufungen Gottes sind daneben auch häufig Gottes schöne Namen oder die Attribute Allahs. Die am meisten verwendeten Formeln sind Ya Allah („Oh Allah“), Ya Hu (etwa: „Oh Er“) und Ya Hayy („Oh Lebendiger“). Darüber hinaus wird sehr oft gemeinschaftlich die Schahada (das islamische Glaubensbekenntnis) gesprochen: La ilaha illa llah („Es gibt keinen Gott außer Gott“) Muḥammadun rasūlu ʾllāh(i) („Mohammed ist der Gesandte Gottes“) und in Abwandlung dazu: Lā ilāha ilā Hū („Es gibt keine Gottheit außer Ihm“). Der laute Dhikr ähnelt oft einem rhythmischen Sprechgesang. Die Formeln werden normalerweise 11- oder 33-mal aufgesagt. Zur Zählung wurden anfangs Steine verwendet, später die islamische Gebetskette (Tasbih) mit 11, 99, meistens aber 33 Perlen, die auch beim stillen Dhikr Anwendung findet, es gibt weitere Zählungen bei einem auf dem Schüler (Murid) zugeschnittenen Dhikr.
Bei vielen gemeinschaftlichen, lauten Traditionen sind (zur Aussprache des göttlichen Namens mit jedem Atemzug) die Aussprachen mit einer stoßweisen Ausatmung verbunden. Häufig ist dabei auch eine abwechselnde Atmung mit der rechten und linken Seite, die technisch durch die abwechselnde Neigung des Kopfes, Oberkörpers zur Seite oder abwechselndes Anheben der Beine durchgeführt wird. Diese Atemtechniken müssen geübt werden.

### Bezüge zu Praktiken in anderen Religionen
Die Sufi-Orden kennen verschiedene Arten des Dhikr, von ostasiatischen Methoden gleichender Meditation bis hin zu Selbstgeißelung, ähnlich wie bei indischen Asketen („Fakiren“). Einige Dhikr-Techniken ähneln bis in Details dem orientchristlichen Jesusgebet, dem buddhistischen Nembutsu und zur hinduistischen Japa-Meditation. Ob sich diese Formen gegenseitig technisch beeinflussten, auf gemeinsame altorientalisch-altiranisch-altindische Wurzeln zurückgehen, oder unabhängig voneinander entstanden, ist nicht gesichert. Die speziellen Atemtechniken und kreisförmigen Anordnungen, die sich wahrscheinlich erst im 13. Jahrhundert herausbildeten, sind aber nach Meinung verschiedener Sufismus-Forscher von iranischen und indischen Traditionen beeinflusst.
Der christliche Theologe Paolo Dall’Oglio beschreibt den Dhikr als eine Möglichkeit des gemeinsamen Gebetes von Christen und Muslimen, vor allem, wenn es sich eher spontan im Kontext einer gemeinsamen Mahlzeit oder einer Konferenz ergibt. Dall’Oglio mahnt jedoch, Rücksicht darauf zu nehmen, ob Anwesende das als unangemessenen Synkretismus missverstehen könnten.

### Verwandte Rituale

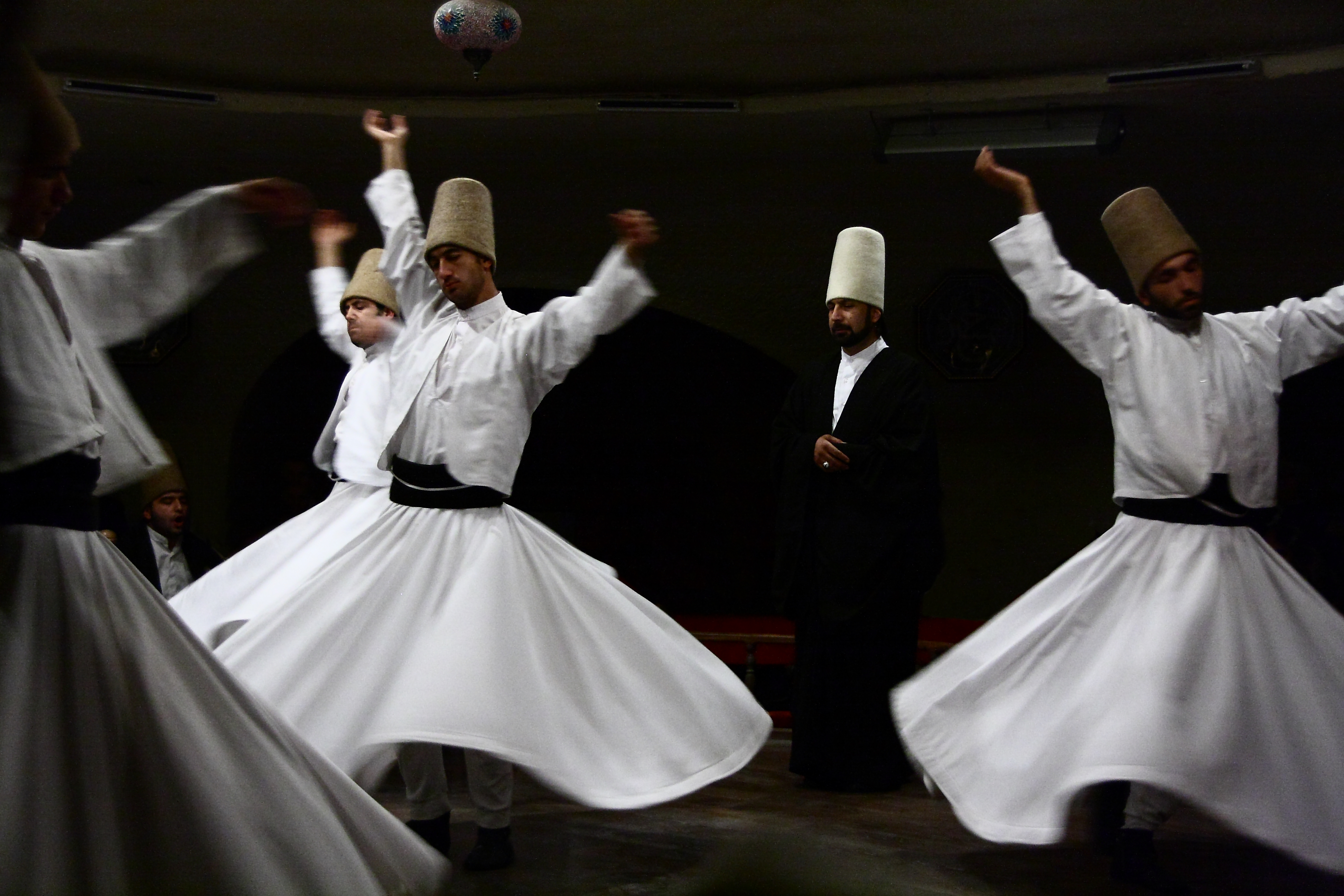
Semah der Mevlevi-Sufis unter Anleitung des Lehrers

Ein gemeinschaftlicher Dhikr wird auch als ḥaḍra („Gegenwart“, „Anwesenheit“) bezeichnet. Eine ḥaḍra (Gegenwart, Zusammenkunft) ist bei den meisten Sufi-Orden ein komplexer Ablauf, der mit Koranrezitationen und dem Vortrag von Dichtungen des Gründers der ṭarīqa (des Sufi-Ordens) beginnt. Dieser Teil wird als ḥizb („Partei“, nach dem Orden) oder wird („Koranstelle“ eigentlich ursprünglich „Wasserstelle“/Erbauung) bezeichnet.
Ein weiterer Teil der ḥaḍra ist bei einigen Orden der sema, von arabisch samāʿ (wörtlich „hören“), bei dem oft meditative oder ekstatische Sufi-Musik gehört wird, so bei einem Abschnitt des Cem-Dhikr der Bektaschi-Sufi. Einige Orden praktizieren dazu einen Trancetanz. Diese Praxis wurde erstmals von Dschalal ad-Din ar-Rumi, dem Begründer des Mevlevi-Ordens, im Westen oft als „drehende Derwische“ bekannt, im Sufismus etabliert. Er verbreitete sich seit dem 13. Jahrhundert bei einigen Orden und Ordenszweigen und wurde besonders in Südasien populär, beispielsweise bei den Tschischtijja-Sufis und in Pakistan bei den Qalandar, die sich rhythmisch mit Trommeln und teilweise mit Eisenzangen (chimta) begleiten. Louis Gardet vermutet ebenfalls indoiranische Einflüsse auf den Semah, andere Forscher sehen eher Einflüsse des alttürkischen Schamanismus. Die im 15. Jahrhundert gegründete, heterodoxe mystische Sekte Zikri in der südpakistanischen Provinz Belutschistan hat den Namen von ihrem Tanzritual (zikr) übernommen.
Andere Namen für den gemeinschaftlichen Dhikr sind Halqa (arab. ḥalqa, „Kreis“) und Dāyira (von arab. dāʾira, „Kreis“). Sie heißen so, weil sich die Gläubigen bei ihnen kreisförmig anordnen. Das Dāyira-Ritual ist vor allem auf den Komoren verbreitet und wird dort von Anhängern der Schādhilīya und der Qādirīya praktiziert. Bei der Schādhilīya fassen sich dabei die Gläubigen an den Händen und intonieren gemeinsam unter der Leitung ihres Scheichs, der in der Mitte des Kreises steht, die Lahadschī genannte Anrufungsformel. Bei der Qādirīya fassen sich die Gläubigen nicht an den Händen, sondern überkreuzen sie vor sich und treten ganz nah aneinander, so dass Schultern und Füße sich berühren. Nach einer Phase des stark bewegten Tanzes halten alle inne, und der Scheich stimmt ein Lied über die mystischen Prinzipien an, die der Murīd erlernen soll, sowie über ʿAbd al-Qādir al-Dschīlānī und den Propheten Mohammed als moralische Vorbilder.

## Tondokumente
- Halveti-Jerrahi-Dhikr – Journey To The Lord Of Power. LP von Inner Traditions International, 1980
- Garden of Paradise – Sufi Ceremony of Remembrance. CD von Pir Publications, 1999